# 帝座 (星官)
帝座是中国古代星官名，属三垣之中的天市垣，意为“天皇大帝在天市垣的外座”，帝座星官共由一星组成，在现在通用的88星座中属于武仙座。

## 帝座一星
- 帝座，武仙座α，视星等3.20

## 古书记载
- 《宋史‧天文志》：「 帝座一星在天市中，天皇大帝外座也。」